# Avenue Jean-Moulin (Paris)
Pour les articles homonymes, voir Avenue Jean-Moulin.
L’avenue Jean-Moulin est une voie publique du quartier du Petit-Montrouge dans le 14e arrondissement de Paris, en France.

## Situation et accès

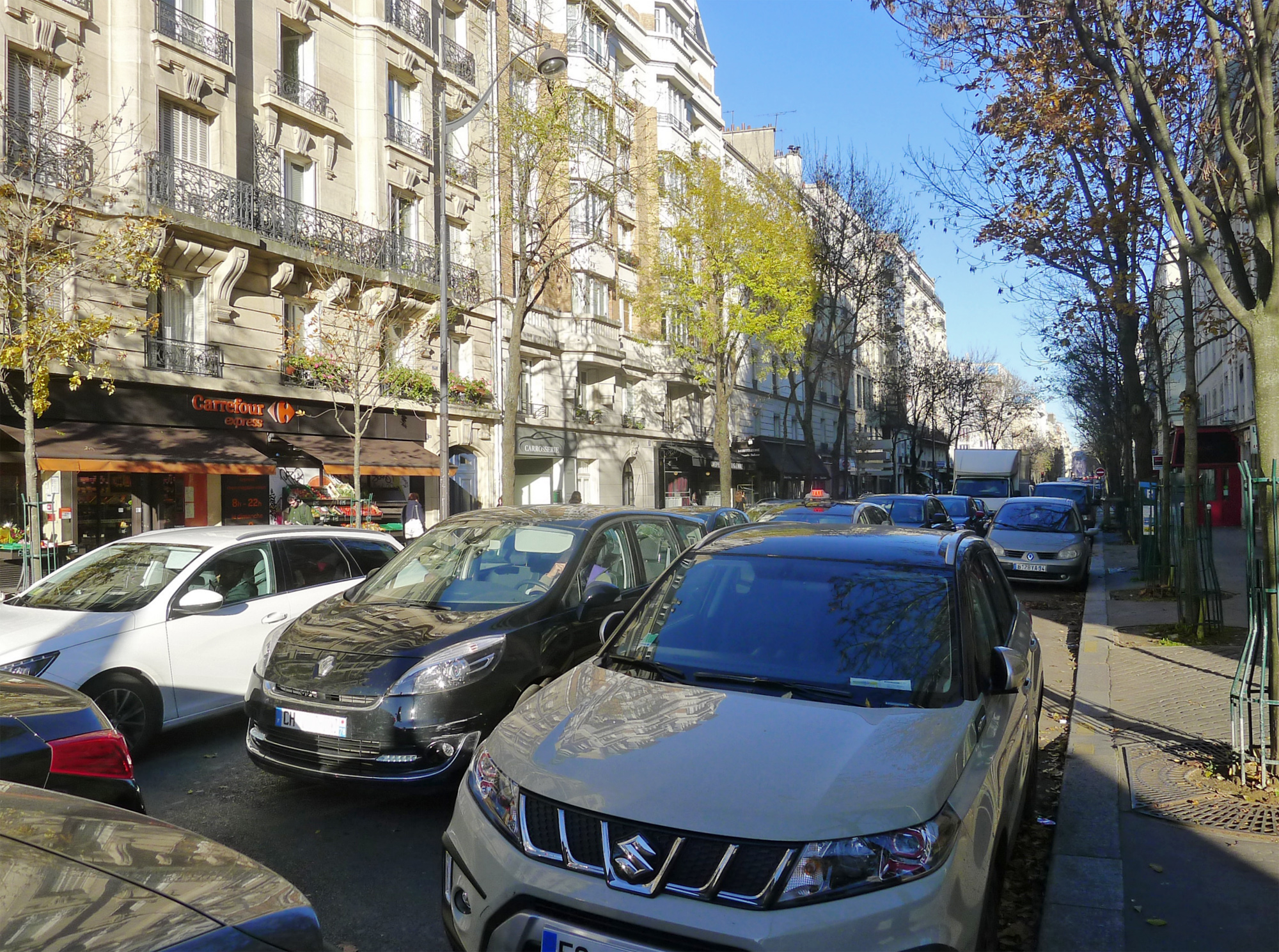
Circulation sur l'avenue Jean-Moulin aux abords du boulevard Brune et de la place de la Porte-de-Châtillon.

Orientée nord-est-sud-ouest, l’avenue Jean-Moulin débute place Victor-et-Hélène-Basch et se termine au 143, boulevard Brune, face à la place de la Porte-de-Châtillon et à l'avenue du même nom qui la relie au boulevard périphérique de Paris. 
Dans le quart sud-est de l'avenue, la chaussée et les deux trottoirs empruntent un petit pont routier en pierre, à travée unique en plein cintre, franchissant la tranchée de la ligne de Petite Ceinture.
Les infrastructures de transport en commun qui desservent les deux extrémités de l'avenue Jean-Moulin sont au nord la station Alésia sur la ligne 4 du métro, au sud la station Jean Moulin sur la ligne 3a du tramway d'Île-de-France.

## Origine du nom
Cette voie porte depuis 1965 le nom de Jean Moulin, résistant français, fondateur du Conseil national de la Résistance, qui vécut au 26, rue des Plantes voisine.

## Historique
L'actuelle avenue Jean-Moulin emprunte une partie du tracé d'un ancien chemin des environs de Paris, plus long, qui est attesté au tout début du XVIIIe siècle mais est probablement plus ancien. 
En 1708, la voie est appelée « chemin de Mon Rouge, ». 
Tracée sur le plan de Roussel (1730) sous le nom de « grand chemin de Chevreuse passant dans Châtillon », elle commence au Petit-Montrouge sur la « grande route d'Orléans » au niveau de l'ancien carrefour de la « croix des Sages » et se dirige vers le sud-ouest, laissant le Grand Montrouge à sa gauche puis poursuivant son itinéraire via Châtillon vers Chevreuse, villages des environs de Paris (situées hors cadre) auxquels le nom de ce grand chemin fait référence. 
Voie reliant Paris à Clamart, le chemin devient la route départementale 54 à la fin du Premier Empire,. Lors de l'annexion du Petit-Montrouge par la capitale, en 1860, elle est devenue une voie parisienne.
Elle devient ensuite l'« avenue de Châtillon » car elle menait à cette commune. 
Dans les années 1860, la création de la ligne de Petite Ceinture suscite le creusement d'une profonde tranchée au quart sud-ouest de l'avenue, à 300 mètres de la gare de Montrouge-Ceinture.
Elle prend sa dénomination actuelle le 4 mai 1965.

## Bâtiments remarquables et lieux de mémoire
- No 33 : embranchement du square de Châtillon, voie publique ouverte en 1928 qui se termine en impasse[7].
- No 36 : domicile de la romancière Dominique Rolin à partir de 1947, ainsi que de Germaine Richier à peu près à la même époque. Elles s'y sont fréquentées[8]. Domicile et atelier de la sculptrice Clarisse Lévy-Kinsbourg de 1926 à 1959.
- Nos 40-44 : un des premiers squats collectifs uniquement artistique (et non à but de logement) de Paris s'y installe de juin 1980 jusqu'au 20 mars 1981. Des bâtiments (une ancienne menuiserie industrielle), désaffectés depuis plus de vingt ans et rachetés par l'OPHLM de la ville de Paris, avaient été prêtés pour quelques semaines afin d'y préparer un carnaval de quartier, coordonné par Michel Jaffrenou qui était alors animateur de quartier de profession[9]. Des figures et chars y avaient été réalisés notamment par des sculpteurs. Ceux-ci firent dans les locaux même une démonstration de sculpture lors de la journée du Carnaval. Heureux de pouvoir profiter de ces espaces, les sculpteurs rejoints par des peintres, dont des élèves de l'École nationale supérieure des beaux-arts, décidèrent l'occupation des lieux, revendiquant leur réhabilitation en ateliers d'artistes. Principalement divisé en trois ailes, la première s'avérant trop petite fut réservée aux sculpteurs, la deuxième à une troupe de théâtre puis la troisième aux peintres. Un projet de réhabilitation en un espace mixte, collectif et individuel, fut élaboré par les artistes avec une équipe d'architectes et présenté à certaines autorités. L'occupation des lieux fit plusieurs fois des gros titres de presses nationales[10] et aussi étranger[11]. Une campagne nationale de soutien se développa. Des artistes des nos 40-44, avenue Jean-Moulin furent à l'origine d'une manifestation d'un millier de plasticiens du Centre Beaubourg à l'Élysée, puis de l'appel aux états généraux des arts plastiques à Créteil en 1981. Il se révéla au bout de quelques mois qu'un projet officiel de construction d'ateliers d'artistes, tenu caché, préexistait à l'occupation des lieux. Les locaux furent subitement rasés en une matinée, les occupants présents ceints par les forces de l'ordre. Une partie des occupants se retrouvèrent ensuite par exemple au squat Art-Cloche, puis obtinrent du premier ministère de Jack Lang une subvention leur permettant de louer pour créer de nouveaux ateliers collectifs rue des Orteaux à Paris. Sur place, quelques années après, furent construits six ateliers d'artistes.[réf. nécessaire]

### Emplacement non localisé
- Le couple de sculpteurs franco-suisse Germaine Richier et Otto Bänninger s'installe dans cette rue en 1933[12].